# Планиця (Брод-Моравице)
45°29′ пн. ш. 14°55′ сх. д. / 45.48° пн. ш. 14.91° сх. д.
Планиця (хорв. Planica) — населений пункт у Хорватії, у Приморсько-Горанській жупанії у складі громади Брод-Моравиці.

## Населення
Населення за даними перепису 2011 року становило 1 осіб.
Динаміка чисельності населення поселення:

## Клімат
Середня річна температура становить 9,63 °C, середня максимальна – 23,13 °C, а середня мінімальна – -5,56 °C. Середня річна кількість опадів – 1401 мм.
| Клімат поселення                              | Клімат поселення | Клімат поселення | Клімат поселення | Клімат поселення | Клімат поселення | Клімат поселення | Клімат поселення | Клімат поселення | Клімат поселення | Клімат поселення | Клімат поселення | Клімат поселення | Клімат поселення |
| Показник                                      | Січ.             | Лют.             | Бер.             | Квіт.            | Трав.            | Черв.            | Лип.             | Серп.            | Вер.             | Жовт.            | Лист.            | Груд.            |                  |
| Середній максимум, °C                         | 6,35             | 7,71             | 11,12            | 15,31            | 19,71            | 23,13            | 22,90            | 22,66            | 18,72            | 14,04            | 8,63             | 5,09             |                  |
| Середня температура, °C                       | 0,41             | 1,75             | 5,16             | 9,36             | 13,76            | 17,17            | 18,88            | 18,64            | 14,72            | 10,03            | 4,62             | 1,07             |                  |
| Середній мінімум, °C                          | −5,56            | −4,21            | −0,78            | 3,41             | 7,80             | 11,22            | 14,88            | 14,62            | 10,69            | 6,02             | 0,61             | −2,95            |                  |
| Норма опадів, мм                              | 82               | 83               | 100              | 113              | 104              | 127              | 99               | 112              | 139              | 162              | 160              | 120              |                  |
| Середньомісячна швидкість вітру, м/с          | 1.70             | 1.88             | 2.16             | 2.11             | 1.98             | 1.84             | 1.78             | 1.73             | 1.64             | 1.71             | 1.84             | 1.81             |                  |
| Середньомісячна сонячна радіація, кДж/м²·день | 4083             | 6864             | 10237            | 14614            | 18782            | 20488            | 21657            | 18487            | 13467            | 8599             | 4513             | 3357             |                  |
| --------------------------------------------- | ---------------- | ---------------- | ---------------- | ---------------- | ---------------- | ---------------- | ---------------- | ---------------- | ---------------- | ---------------- | ---------------- | ---------------- | ---------------- |
| Джерело:                                      |                  |                  |                  |                  |                  |                  |                  |                  |                  |                  |                  |                  |                  |